# Алаид (вулкан)
Ала́ид — действующий вулкан на острове Атласова Большой Курильской гряды; самый северный и самый высокий вулкан Курильских островов. Высочайшая точка Сахалинской области.

## География
Стратовулкан с вершинным кратером. Высота 2285 м. Превышение над дном Охотского моря 2850—3000 м. Размер основания вулкана на уровне моря 12—17 км. Вершина — взрывной кратер диаметром 900—1300 м и глубиной 200 м. Внутри кратера расположен молодой шлаковый конус высотой 250 м. Вулкан сложен андезито-базальтовыми лавами и туфами. Склоны покрыты зарослями кустарниковой ольхи и высоким разнотравьем. Возраст — 40—50 тыс. лет.

## Вулканология
Характерной особенностью вулкана является наличие большого (более 30) числа побочных конусов, расположенных как у его основания, так и на склонах, и сконцентрированных в нескольких группах. Вместе с подводным вулканом Григорьева образуют единый вулканический массив.
Начиная с конца XVIII века вулкан извергался более десятка раз. Последний раз вулкан слабо извергался в виде эксплозивного (взрывного) типа 23 августа 1997 года. Небольшой тремор и слабая сейсмическая активность наблюдалась в период с 31 октября по 19 декабря 2003 года. 5 октября 2012 года вулканическая деятельность проявлялась в виде выброса паровых и газовых плюмов, которые поднялись на высоту 200 метров над кратером вулкана и были зафиксированы спутником 15 октября 2012 года. В 2015—2016 годах слабо извергался. Очередное извержение началось 15 сентября 2022 года.
29 апреля 2002 года при восхождении на вулкан Алаид погибли два японских туриста.

## В российской культуре
Вулкан и остров Алаид упоминаются в научно-фантастическом рассказе братьев Стругацких «Белый конус Алаида» (вариант: «Поражение»), действие в котором в основном происходит на соседнем острове Шумшу.

## В японской культуре
После получения острова Алаида Японией в 1875 году, японские поэты и художники приезжали посмотреть на него, остров Алаид славился формой своего конуса и правильностью линий. В 1926 году Ито Осаму написал, что формы Алаида даже более правильные. чем у знаменитой Фудзи, хотя последняя гораздо выше его.